# جيرمين توماس (كرة سلة)
جيرمين توماس (بالإنجليزية: Jermaine Thomas)‏ مواليد 12 يناير 1984، هو لاعب كرة سلة أمريكي. بدأ مسيرته الاحترافية في سنة 2006. يلعب في الدوري المونتينيغري لكرة السلة كلاعب هجوم خلفي. يحمل الرقم 23. يبلغ طوله 6 قدم 2 بوصة (1.9 م). لعب مع إسبارن بريمرهافن في الدوري الألماني لكرة السلة وباسكت مانريسا.

## روابط خارجية
- جيرمين توماس على موقع الاتحاد الدولي لكرة السلة (الإنجليزية)
- جيرمين توماس على موقع الدوري الإسباني لكرة السلة (الإسبانية)
- جيرمين توماس على موقع كرة السلة الأوروبية.كوم (الإنجليزية)
- جيرمين توماس على موقع كلية كرة السلة في سبورتس رفرنس.كوم (الإنجليزية)
- جيرمين توماس على موقع ريلجم (الإنجليزية)
- جيرمين توماس على موقع بروبوليرز (الإنجليزية)
- جيرمين توماس على موقع سبورتس رفرنس (الإنجليزية)